# Institut français du Cameroun

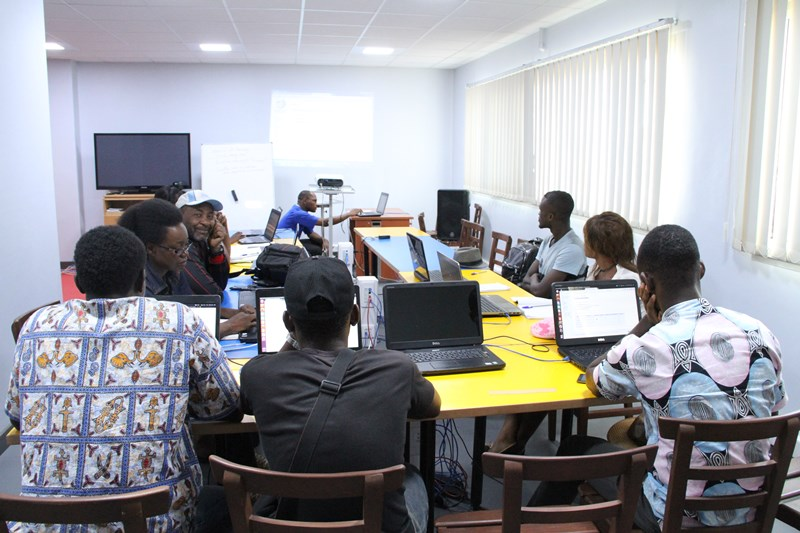
Journée contributive à l'IF de Douala

L'Institut français du Cameroun (IFC) est un établissement culturel situé au Cameroun faisant partie du réseau mondial des instituts français.

## Historique
C'est en 2012 que les centres culturels François-Villon à Yaoundé et Blaise-Cendrars à Douala ont fusionné avec le Service de Coopération et d’Action Culturelle de l’ambassade de France pour devenir l’Institut français du Cameroun. En effet, l'IFC en tant qu'organisme a été constitué le 1er janvier 2012, dans le cadre d’une réforme mondiale du réseau culturel et de coopération du ministère français des Affaires étrangères et européennes initiée par la loi du 27 juillet 2010, en remplacement des activités culturelles françaises qui, dans le pays étaient jusque-là réunies au sein de l'association Culturesfrance.

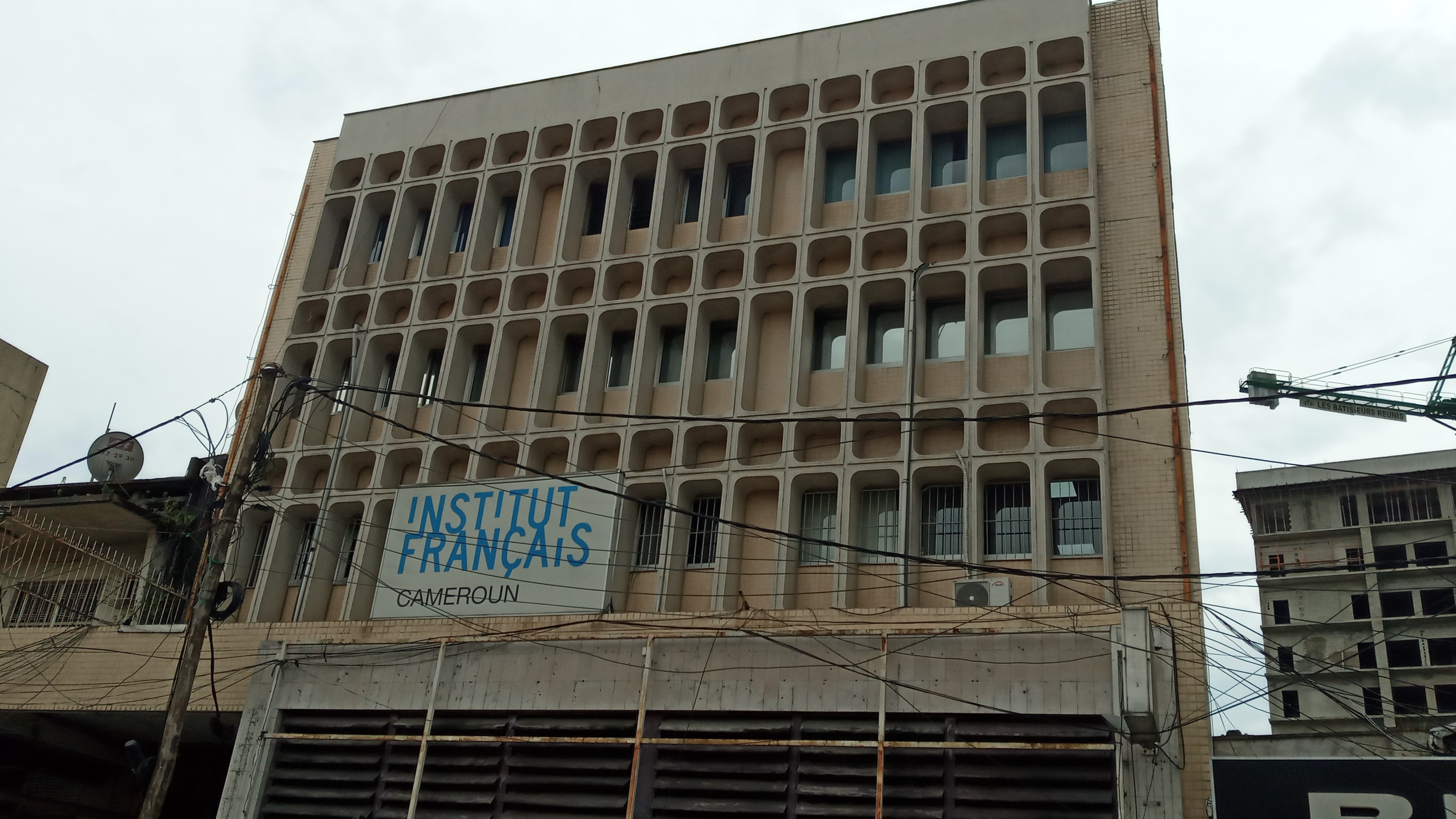
Bâtiment de l'IFC de Douala

Cette réorganisation a apporté une meilleure unité et une plus grande simplicité de gestion. Les services de coopération universitaire, éducative, linguistique et culturelle de l’ambassade de France ont ainsi fusionné pour devenir l’Institut français du Cameroun. Ils entretiennent des liens étroits avec les Consulats honoraires, le Consulat général ainsi que les bureaux de l'Alliance française du pays.

## Rôle
L'Institut propose diverses activités culturelles, en plus des cours et classes de français. Ainsi, les deux bureaux du pays créent des évènements à visée nationale, régionale ou locale, selon les projets ; ils participent également à des évènements externes dans le cadre de la promotion de la culture et des échanges entre la France et le Cameroun.

## Informations générales
L'Institut français du Cameroun est divisé en deux bureaux, l'antenne de Yaoundé et celle de Douala.
Les deux instituts bénéficient de médiathèques, de bibliothèques, d'espaces internet, de salles de classe dédiées aux cours et aux examens et de cafés-restaurants,.